# 胡道遠
胡道遠（1901年—？年），山東省煙台人。民國37年（1948年）在青島市選區當選第一屆立法委員。

## 生平[2]
- 東南大學農科
- 1924年，補助留美[3][4]
- 美國格林奈爾大學政治科
- 美國哥倫比亞學院刑法
- 美國紐約大學習商農行政
- 美國明尼蘇達大學碩士
- 湖南大學政治哲學教授
- 燕京大學研究導師
- 中心學校教員
- 中央政治學校教警察行政[5][6]
- 1934年，齊魯大學文學院國學研究所社會學系講師[7][8]
- 塘沽久大、永利主持工人教育；明星小學教長[9]
- 戰區中小學教師第八服務團副團長[10][11]
- 西北大學經濟學教授[12]、商業系教授兼生活指導組組長[13]
- 行政院善後救濟總署魯青分署技術室主任[14]、秘書長[15]
- 民國37年，當選立法委員
- 1949年，協助中國共產黨接收交通部第八區公路局運輸處[16]
- 1950年，參與編制《濟南市都市計劃綱要》[17][18]
- 民國40年，以第五會期未報到出席，註銷名籍[19]
- 政協濟南市委員會第五屆、第六屆委員[20]